# Христо Младенов (певец)
Вижте пояснителната страница за други личности с името Христо Младенов.
Христо Младенов е български рок певец.

## Биография
Христо Весков Младенов е роден е на 09.07.1988 г. в град Троян, България.
На 12-годишна възраст е забелязан от вокалния педагог на „Студия Гласове“ при НЧ „Наука – 1870“. В годините като възпитаник на студията е носител на много награди от национални и международни конкурси и фестивали. Някои от които са: Европейски младежки конкурс „Короната на Търновград“ гр. Велико Търново 1-награда (2009), Международен конкурс „Нова Музика“ (2010) – гр. Горна Оряховица-Гран При, солист на Бенда на БНР в концерта „Новите поп и джаз гласове на България“ (2010), Поп-Рок Фест гр. Несебър 1-ва награда (2011) и други.
2011 на Международния фестивал „Пирин Фолк“ гр. Сандански с новата песен “Сърце на птица" в дует с композитора Димитър Атанасов заемат първото място. След няколко години този дует прави пробив и на конкурса „Бургас и морето“ 2016 като грабват Втора награда с песента „Нищо не е същото“ и отново Втора награда през 2017 с „Миг от спомен“ с певицата Мартина Иванова.
Христо е бивш вокалист на предаванията „Аз Обичам България“ по Нова ТВ и „Шоуто на Канала“ – БНТ. Няколко години работи съвместно с групата „Жоро Матев бенд“. Взима участие в два от грандиозните спектакли на Нешка Робева „Среща в СпоменЪТ“ и „Мистерията Еньовден“. Става по-популярен след участието си във втория сезон на формата „Гласът на България“ и завършва като полуфиналист от отбора на Йордан Караджов (Сигнал).
От 2011 г. е съставна част от дуета Димитър & Христо с Димитър Атанасов. Заедно стават първият дует в историята на Гласът на Бъглария – сезон 4 в отбор Иван Лечев. Имат един реализиран албум (Крила) от който са синглите „Уморени крила“ с Иван Лечев и „Девойко“. Последната е част от учебник по музика за 10 клас. Дуетът е и неизменна част от спектаклите на Нешка Робева след 2017 г.